# Селенит (радиолокационная станция)
СНАР-15 «Селенит» — советская станция наземной артиллерийской разведки. Разработана в научно-производственном объединении «Стрела» (Тула). Серийно не производилась.

## История создания
После принятия на вооружение станции наземной артиллерийской разведки 1РЛ232 «Леопард» основные проблемы по обнаружению наземных движущихся целей были решены. Однако, опыт эксплуатации выявил определённые проблемы. Прежде всего, в связи с увеличением дальности обнаружения по сравнению со станциями предыдущего поколения, СНАР-10 имела проблемы при работе на местности со сложным рельефом. Для полноценной работы РЛС в таких условиях, возникала необходимость размещать 1РЛ232 «Леопард» на возвышенности. Подобная тактика расположения РЛС позволяла более эффективно выполнять задачи и уменьшать зону непросматриваемых участков, но в то же время, демаскировала машину с увеличением вероятности уничтожения станции вражескими подразделениями.
Для ликвидации недостатков СНАР-10, ГРАУ выдало задание на разработку станции наземной артиллерийской разведки. Основные характеристики должны были быть на уровне 1РЛ232 «Леопард», однако РЛС должна была размещаться на подъёмном мачтовом устройстве, высота устройства должна была быть не менее 10 метров. Работы были начаты 17 февраля 1976 года по Постановлению Совета Министров СССР. Головным разработчиком было определено научно-производственное объединение «Стрела». Главным конструктором был назначен Вознесенский А. Б. На этапе рабочего проектирования руководителем был назначен Симачев В. И. Разработке был назначен шифр «Селенит».
В ходе работ к расчётам мачтового устройства был привлечён Тульский политехнический институт. Расчёты показали, что выполнение заданных требований с помощью стабилизирования невозможно, так как существовавшие на тот момент методы стабилизации не могли обеспечить необходимую точность измерения координат. Для выполнения требований заказчика было принято решение разработать жёсткую конструкцию подъёмного мачтового устройства. Разработку такого устройства осуществлял ЦНИИ «Проектстальконструкция». Изготовление происходило на производственной базе НПО «Стрела». По завершении работ конструкторская документация на опытный образец СНАР-15 была передана в Пермь на Машиностроительный завод имени Ленина.
В 1985 году были закончены предварительные испытания опытного образца СНАР-15, а с 22 октября 1985 года по 15 июля 1986 года проходили государственные испытания в военных частях Московского, Туркестанского, Забайкальского военных округов, а также в частях Черноморского флота. По результатам испытаний комиссией был выделен ряд замечаний, после устранения которых СНАР-15 была принята на вооружение.

## Серийное производство
После принятия на вооружение серийное производство планировалось развернуть на заводе «Арсенал» в Санкт-Петербурге. Всего было изготовлено два комплекта СНАР-15 «Селенит» для учебных классов, однако полномасштабное производство развёрнуто так и не было, в связи с осложнением экономического положения в стране и последующим распадом Советского Союза.